# Streptocephalus mackini
Streptocephalus mackini är en kräftdjursart som beskrevs av W. G. Moore 1966. Streptocephalus mackini ingår i släktet Streptocephalus och familjen Streptocephalidae. Inga underarter finns listade i Catalogue of Life.